# یوسوکه ناکاتا
یوسوکه ناکاتا (انگلیسی: Yōsuke Nakata؛ زادهٔ ۱۵ سپتامبر ۱۹۸۱) بازیکن فوتبال اهل ژاپن است.
از باشگاه‌هایی که در آن بازی کرده‌است می‌توان به باشگاه فوتبال یوکوهاما اشاره کرد.